# محمد أباد (تازيان)
محمد أباد (بالفارسية: محمدآباد) هي قرية تقع في إيران في قسم تازيان الريفي. يقدر عدد سكانها بـ 822 نسمة .